# Monaeses fasciculiger
Monaeses fasciculiger là một loài nhện trong họ Thomisidae.
Loài này thuộc chi Monaeses. Monaeses fasciculiger được miêu tả năm 1964 bởi Jézéquel.